# أنتوني فيراري
أنتوني فيراري (بالإنجليزية: Anthony Ferrari)‏ هو لاعب كرة قاعدة أمريكي، ولد في 22 يونيو 1978 في سان فرانسيسكو في الولايات المتحدة.

## وصلات خارجية
- أنتوني فيراري على موقعبيزبول رفرنس.كوم (الدوري الرئيسي) (الإنجليزية)
- أنتوني فيراري على موقعبيزبول رفرنس.كوم (الدوري الثانوي) (الإنجليزية)